# Dia Mundial das Missões

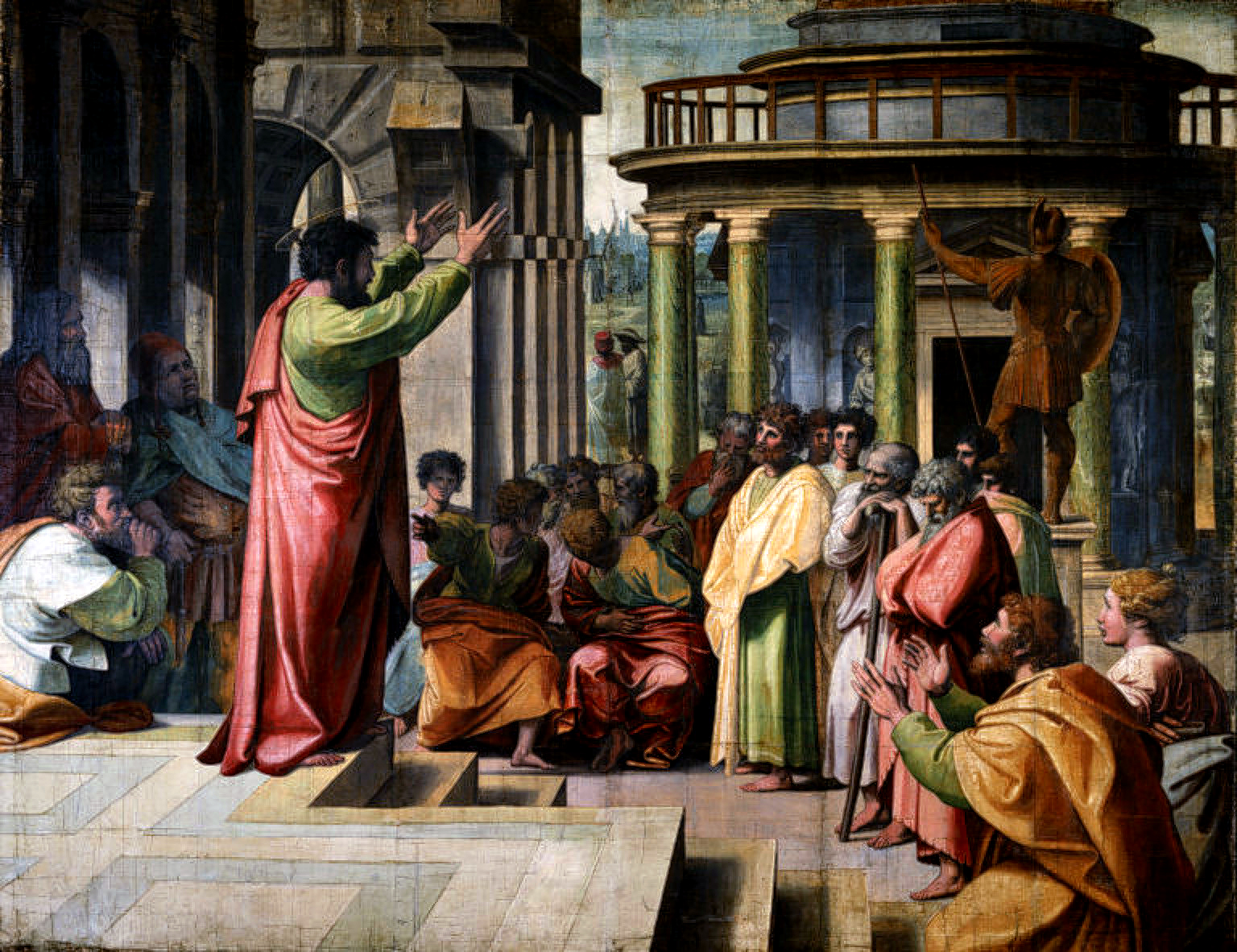
Apóstolo Paulo em missão em Atenas. (Raphael, 1515)

O Dia Mundial das Missões (também conhecido pelo acrônimo Domund) é um dia anual em que a Igreja Católica promove o espírito missionário e os valores cristãos. É celebrado em todo o mundo no penúltimo domingo de outubro.

## História
Em fevereiro de 1926, foi publicada a encíclica Rerum Ecclesiae, na qual o Papa Pio XI reafirmou a importância e a urgência dos objetivos missionários programados no início de seu pontificado e manifestou sua determinação de acelerar as etapas para sua realização. "A Igreja - afirma esta encíclica - não tem outra razão de ser senão a de fazer com que todos os homens participem da redenção salvadora, expandindo o reino de Cristo por todo o mundo." O acrônimo Domund significa Domingo Mundial das Missões.
Nesse contexto, um rescrito da Sagrada Congregação dos Ritos, assinado pelo Prefeito Cardeal Vicco, com data de 14 de abril de 1926, foi o ato fundador do Domingo Mundial das Missões.
Foi criado por Ángel Sagarminaga, primeiro diretor nacional das Obras Missionárias Pontifícias da Espanha em 1943.

## Objetivos
Tem cinco grandes objetivos:
1. Oração fervorosa à Deus para acelerar o Seu reinado no mundo.
2. Fazer com que todos os fiéis compreendam o grande desafio missionário.[6]
3. Estimular o fervor missionário dos sacerdotes e dos fiéis.[6]
4. Dar a conhecer melhor a Obra da Propagação da Fé.[7]
5. Solicitar ajuda econômica em favor das missões.[8]

## Atividades
O Conselho Superior Geral propõe, entre outras coisas:
- Que o penúltimo domingo de outubro seja fixado como dia de oração e propaganda missionária em todo o mundo católico.
- Que se celebre, nesse dia, a missa "pela evangelização dos povos".
- Que a pregação, nesse dia, tenha caráter missionário, com referência especial à Obra da Propagação da Fé.

O Papa Francisco também transmite suas mensagens para a Jornada Mundial das Missões.

## Ligação externas
- Site oficial